# Palombara Sabina
Palombara Sabina é uma comuna italiana da região do Lácio, província de Roma, com cerca de 10.639 habitantes. Estende-se por uma área de 75 km², tendo uma densidade populacional de 142 hab/km². Faz fronteira com Guidonia Montecelio, Mentana, Monteflavio, Montelibretti, Monterotondo, Moricone, San Polo dei Cavalieri, Sant'Angelo Romano.

## Demografia
| Variação demográfica do município entre 1861 e 2011                               |
|                                                                                   |
| Fonte: Istituto Nazionale di Statistica (ISTAT) - Elaboração gráfica da Wikipedia |